# Singhiella cardamomi
Singhiella cardamomi és una espècie d'hemípters del gènere Singhiella, de la família dels Aleiròdids.
Va ser descrita científicament per primera vegada per David & Subramaniam el 1976.